# نیمیخن
شهر نَیمِیخِن (به هلندی: Nijmegen) در استان خلدرلاند در کشور هلند واقع شده‌است. جمعیت این شهر ۱۶۱٫۲۲۶ نفر  است.